# Anni Schumacher
Anni Schumacher (* 27. Juli 1988 in Bad Muskau) ist eine deutsche Beachvolleyballspielerin.

## Karriere

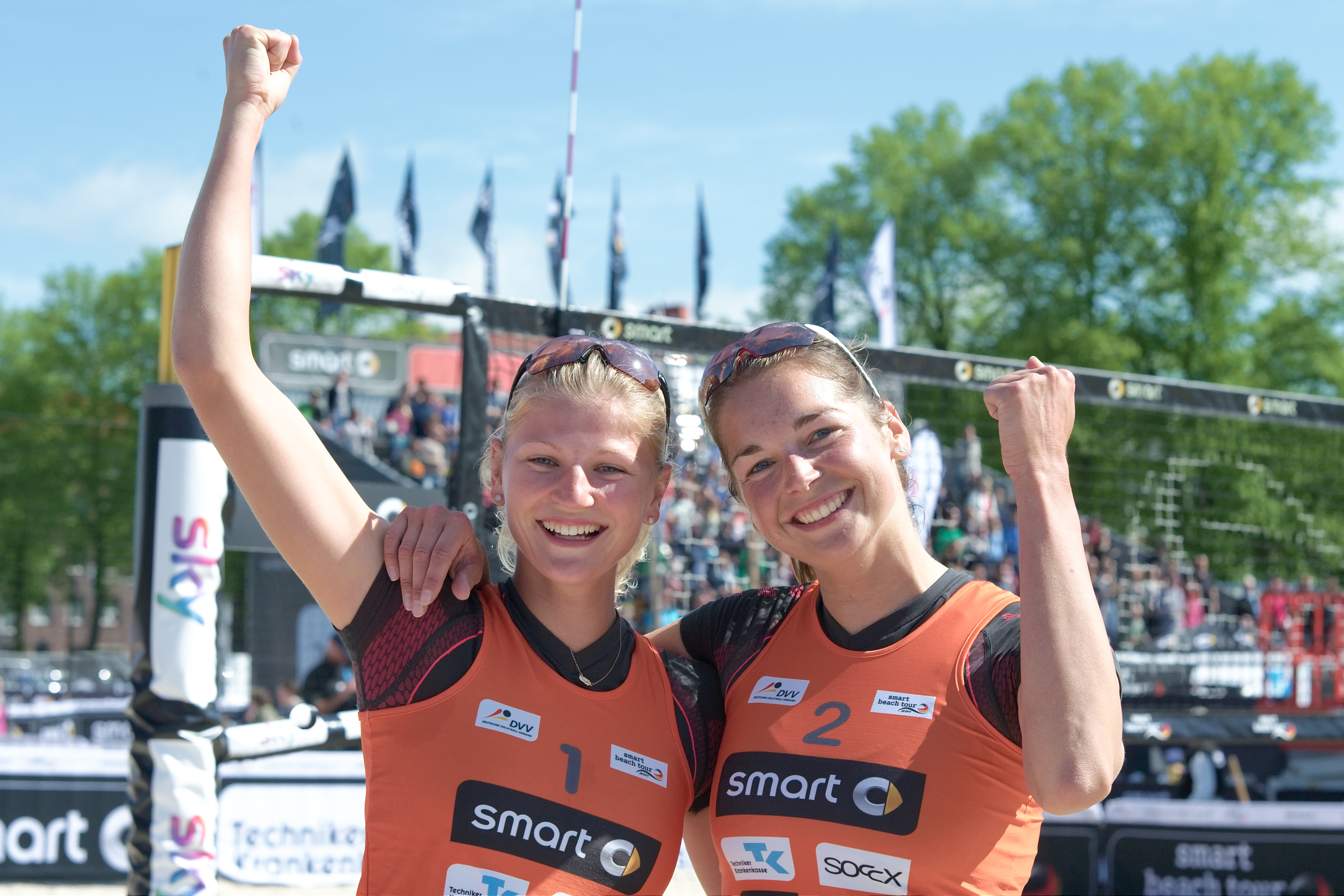
Mit Sandra Seyfferth (links) 2015 in Münster

Anni Schumacher begann 1997 mit dem Volleyball in der Halle und spielte seit 2001 im Sand. Mit Jenny Heinemann gewann sie 2006 die Deutsche U20-Meisterschaft. Mit Stefanie Hüttermann startete sie von 2009 bis 2011 national und international. 2010 erreichten Hüttermann/Schumacher bei der Europameisterschaft in Berlin das Achtelfinale, wo sie gegen die Europameister Goller/Ludwig ausschieden. 2012 startete Schumacher zunächst mit Sandra Seyfferth und später mit Jana Köhler, mit der ihr drei Siege in Folge auf der nationalen Smart-Beach-Tour sowie ein neunter Platz beim Grand Slam in Berlin gelangen. Bei den Deutschen Meisterschaften belegten Köhler/Schumacher Platz vier. Zusammen mit Chantal Laboureur spielte sie in Maceió (BRA) bei der Studenten-WM und erreichte den dritten Platz. 2013 belegten Köhler/Schumacher Platz neun beim Grand Slam in Long Beach, siegten beim CEV-Satellite in Vaduz und wurden Fünfte bei den Deutschen Meisterschaften. 2014 gewannen sie den Smart Beach Cup in St. Peter-Ording und wurden erneut Fünfte bei den Deutschen Meisterschaften. Danach beendete Köhler ihre Karriere, und Schumacher spielte wieder an der Seite von Sandra Seyfferth, mit der sie bei der Deutschen Meisterschaft Platz sieben belegte. Bei den Antalya Open wurde Schumacher mit Kim Behrens Fünfte. 2016 spielte Schumacher an der Seite des Nachwuchstalents Lisa Arnholdt.

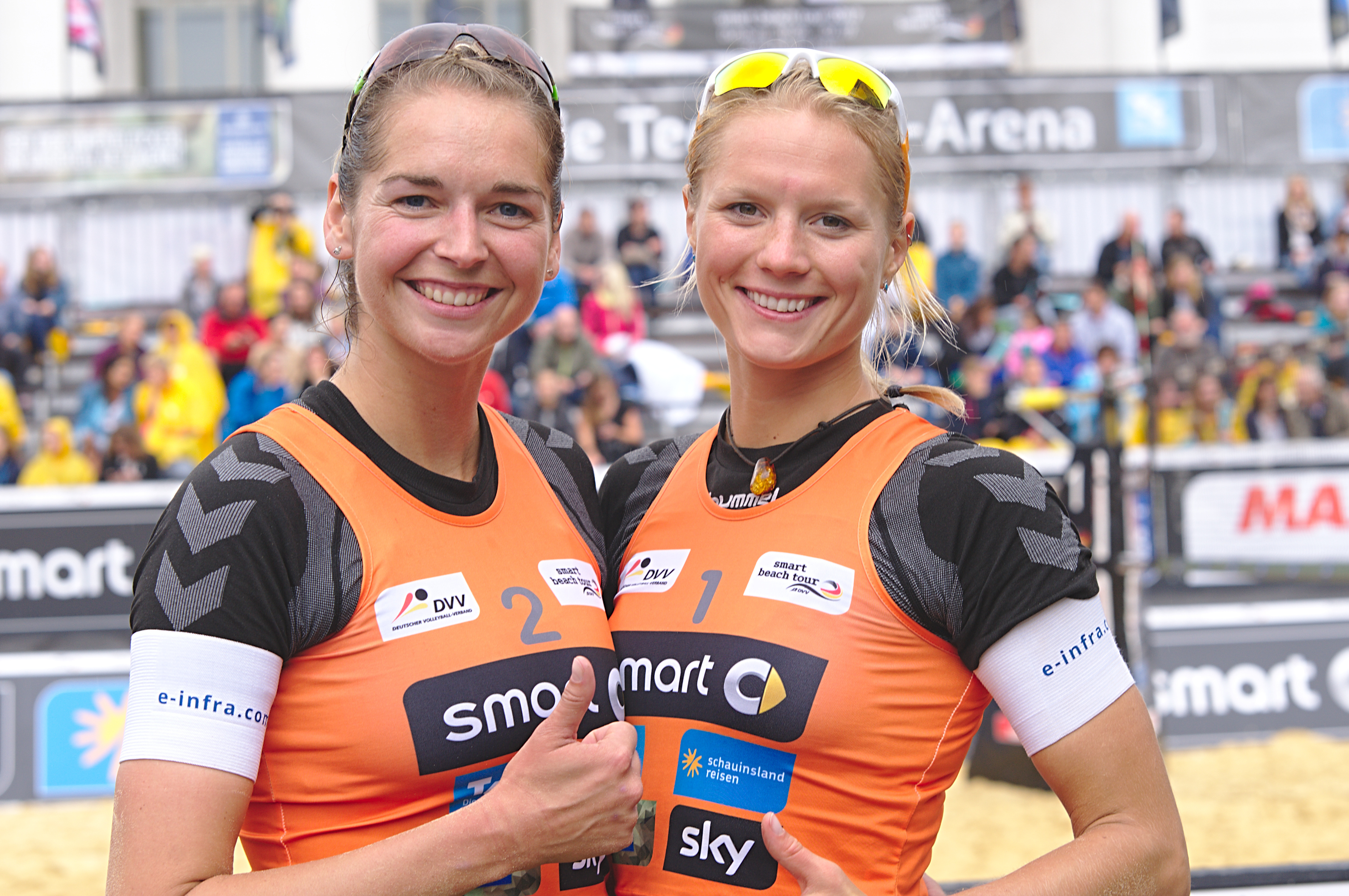
Mit Kim Behrens (rechts) 2017 in Duisburg

2017 gelang Schumacher im australischen Shepparton (1 Stern Turnier) an der Seite von Kim Behrens erstmals der Sprung aufs Treppchen bei der FIVB World Tour. Weitere Erfolge von Behrens/Schumacher waren auf der World Tour Platz vier in Sydney (2 Sterne) und Platz zwei in Monaco (1 Stern). Hinzu kamen auf der europäischen CEV Tour ein zweiter Platz beim Masters in Ankara und der Sieg beim Satellite in Ljubljana sowie die Siege beim Smart Beach Cup in Nürnberg und beim Smart Super Cup in Kühlungsborn. Nach einem siebten Platz bei der Deutschen Meisterschaft beendete Schumacher ihre Karriere.